# 裸果耳蕨
裸果耳蕨（学名：Polystichum nudisorum）为鳞毛蕨科耳蕨属下的一个种。

## 扩展阅读
- 維基物種上的相關：裸果耳蕨